# Światowa Organizacja Meteorologiczna

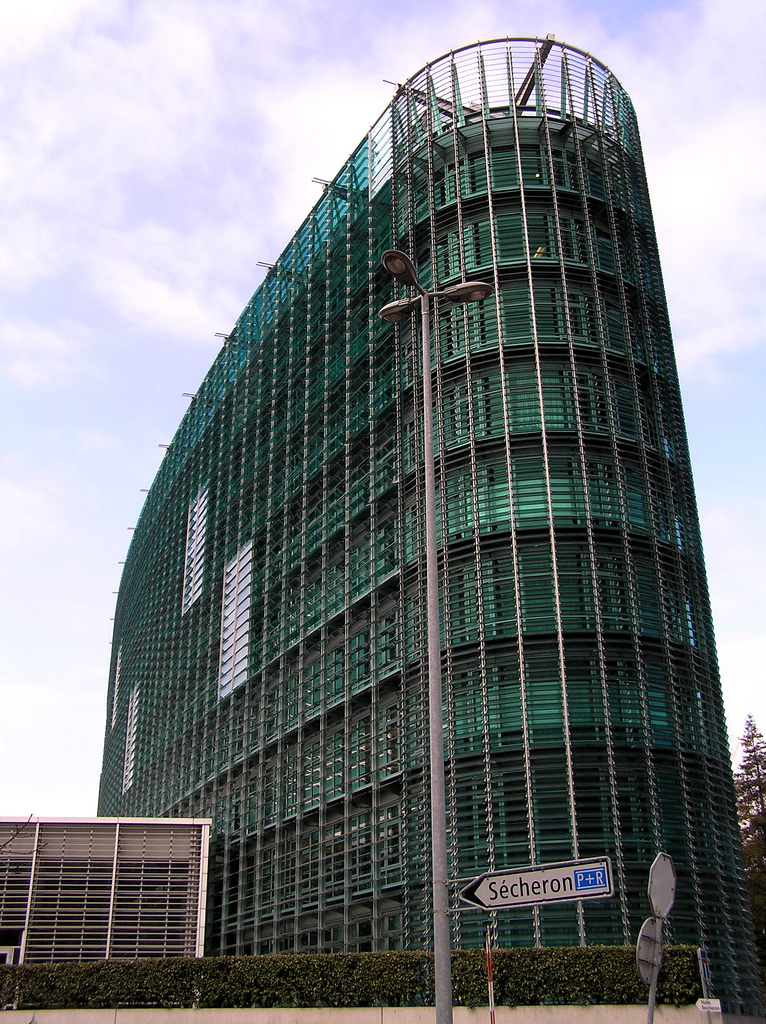
Siedziba WMO w Genewie

Światowa Organizacja Meteorologiczna (ang. The World Meteorological Organization – WMO) – międzyrządowa organizacja skupiająca 193 członków z siedzibą w Genewie.
Powstała w 1950 z przekształcenia Międzynarodowej Organizacji Meteorologicznej (International Meteorological Organization – IMO) założonej w 1873 r. Traktat powołujący organizację podpisano 11 października 1947, nabrał on mocy 23 marca 1950, dla upamiętnienia tego dnia co roku obchodzony jest Światowy Dzień Meteorologii. Od 17 marca 1951 r. WMO stała się wyspecjalizowaną agendą ONZ, której zadaniem jest ujednolicanie, udoskonalanie i wymiana prac meteorologicznych oraz popieranie studiów klimatycznych, geograficznych, hydrologicznych.
Głównym zadaniem Światowej Organizacji Meteorologicznej jest organizacja i koordynacja działań służb meteorologicznych różnych krajów, ujednolicanie metod obserwacji meteorologicznych i rozpowszechnianie prognoz pogody.
Światowa Organizacja Meteorologiczna organizuje co 4 lata Światowe Kongresy Meteorologiczne i wydaje w 4 językach WMO Bulletin.
Spory wynikłe ze stosowania Konwencji, których nie rozwiązano w inny sposób, rozstrzyga rozjemca, wyznaczony przez przewodniczącego Międzynarodowego Trybunału Sprawiedliwości (art. 29 Konwencji). 
Od 1947 do Światowej Organizacji Meteorologicznej należy polski Instytut Meteorologii i Gospodarki Wodnej. Agendą Światowej Organizacji Meteorologicznej jest Światowa Służba Pogody.